# ادوین مونوز
ادوین مونوز (انگلیسی: Edwin Muñoz؛ زادهٔ ۶ ژوئن ۱۹۹۳) بازیکن فوتبال اهل جمهوری دومینیکن است.
از باشگاه‌هایی که در آن بازی کرده‌است می‌توان به اشاره کرد.
وی همچنین در تیم ملی فوتبال جمهوری دومینیکن بازی کرده‌است.